# Neos Marmaras
Neos Marmaras (griechisch Νέος Μαρμαράς (m. sg.), ‚Neu Marmaras‘) ist eine Kleinstadt der Gemeinde Sithonia in der nordgriechischen Region Zentralmakedonien. Der Ort liegt am Toronäischen Golf im Westen Sithonias auf der Halbinsel Chalkidiki. Gemeinsam mit acht Weilern und Siedlungen sowie den unbewohnten Inseln Spalathronisia bildet Neos Marmaras den einwohnerreichsten Stadtbezirk der Gemeinde.
Nikiti liegt ca. 23 km nördlich, Toroni ca. 20 km südlich von Neos Marmaras. Die Entfernung nach Thessaloniki beträgt ca. 135 km, nach Nea Moudania sind es etwa 60 km. Neos Marmaras liegt auf vier Hügeln einer Halbinsel am West-Fuß der höchsten Erhebung von Sithonia, dem Itamos (811 m Höhe). Südlich von Neos Marmaras erstreckt sich eine kleine Ebene am Fuße des Itamos bis zu der Stelle, an welcher heute die Ferienanlage Porto Carras steht. Nordöstlich von Neos Marmaras befindet sich das alte, zwischenzeitlich verlassene und mittlerweile wieder bewohnte Dorf Parthenonas, welche an der Nordwestflanke des Itamos liegt.
Das Gebiet des heutigen Neos Marmaras war auch Standort der antiken Siedlung Galepsos. Nach dem Niedergang der Stadt Galepsos wohl noch in der Antike verwaiste das Gebiet von Neos Marmaras, das bis 1922 unbewohnt blieb. Danach siedelten sich aus dem kleinasiatischen Siedlungsraum vertriebene Griechen nach der griechischen Niederlage im Griechisch-Türkischen Krieg an und gründeten die Ortschaft Neos Marmaras, was Neu-Marmaras oder Neu-Marmara bedeutet.